# Paul Signac
Paul Signac (Parijs, 11 november 1863 – aldaar, 15 augustus 1935) was een Frans kunstschilder en graficus. Hij wordt naast Georges Seurat gezien als de belangrijkste vertegenwoordiger van het pointillisme en was een van de oprichters van de Salon des Indépendants (1884).

## Schilder
Signac begon met schilderen in 1882. Hij was autodidact en oriënteerde zich in het begin op de impressionisten Claude Monet en Armand Guillaumin. Hij wees echter de vluchtigheid van hun werkwijze van de hand en nam een voorbeeld aan de strenger uitgewerkte composities van de klassieker Eugène Delacroix.
Een beslissende ontmoeting voor de ontwikkeling van Signac vond plaats in 1884. Signac werkte met Georges Seurat op basis van de theoretische grondslagen betreffende kleurwerking die het uitgangspunt vormden voor het neo-impressionisme. In deze richting paste hij in zijn werk het pointillisme (ook 'divisionisme' genoemd) consequent toe. Net als Seurat mengde hij zijn kleuren alleen met wit. De kleuren werden niet verder op het palet of op het doek gemengd. De zuivere kleuren werden in vele punten aangebracht en pas in het oog van de toeschouwer optisch gemengd tot een genuanceerd kleurenscala. Signac is tot aan zijn dood overtuigd woordvoerder en uitvoerder van het neo-impressionisme gebleven. Hij heeft naast Seurat vele kunstenaars geïnspireerd. Vele schilders lieten echter al na enkele jaren het pointillisme los omdat de stijl zeer arbeidsintensief was en de theorie vrij streng en dogmatisch.
Het pointillisme had in Frankrijk als bekendste volgelingen: Camille Pissarro, Maximilien Luce, Henri-Edmond Cross, Henri Le Sidaner. Belgische volgelingen waren onder andere Théo Van Rysselberghe, Georges Lemmen en Henri van de Velde. Ook in Nederland is de stroming een tijd in zwang geweest met bekende namen als Jan Toorop, Ferdinand Hart Nibbrig, Johan Joseph Aarts, Jan Vijlbrief en Henk Bremmer, welke laatste van groter belang was als kunstadviseur voor onder andere Helene Kröller-Müller.
Signac schilderde voornamelijk havens en schepen en werkte zowel op locatie als in zijn atelier. Van veel schilderijen werd op locatie een studie in aquarel gemaakt, soms met extra aantekeningen qua kleuruitwerkingen voor het latere schilderij. Anders dan de secuur uitgewerkte neo-impressionistische of pointillistische schilderijen zijn de aquarellen snel maar zeker virtuoos gepenseeld. Na ongeveer 1890 werd zijn pointillé wat groter neergezet. In zijn beste werken wordt door optische menging een harmonische en uitermate sterke lichtwerking verkregen.

## Verzamelaar
Signac begion al op jonge leeftijd met het verzamelen van kunst. Op 21-jarige leeftijd kocht hij een landschap van Paul Cézanne aan. Na zijn ontmoeting met Seurat werd Signac een pleitbezorger voor het neo-impressionisme. In 1899 schrijf hij hier een verhandeling over: D'Eugène Delacroix au néo-impressionisme. Hij was een van de oprichters van het Salon des Indépendants in 1884 en in 1908 werd hij voorzitter van het Salon. Hij bleef de evolutie van de schilderkunst en de verschillende stromingen opvolgen. Hij was bevriend met de criticus en kunsthandelaar Félix Fénéon en met kunstenaar Charles Angrand. In 1904 logeerde een van de grootste en bekendste kunstenaars van de 20e eeuw bij hem in zijn villa te Saint-Tropez. Deze Henri Matisse was - de grondlegger van het in beginsel door neo-impressionisme geïnspireerde fauvisme.
Doorheen deze periode bleef Signac kunst verzamelen en deze ook tentoonstellen.

## Galerij

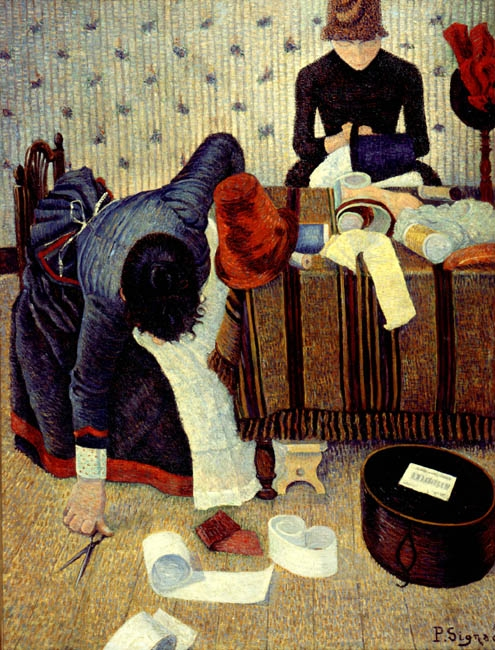
Les modistes (ca. 1885-1886) E.G. Bührle Collection
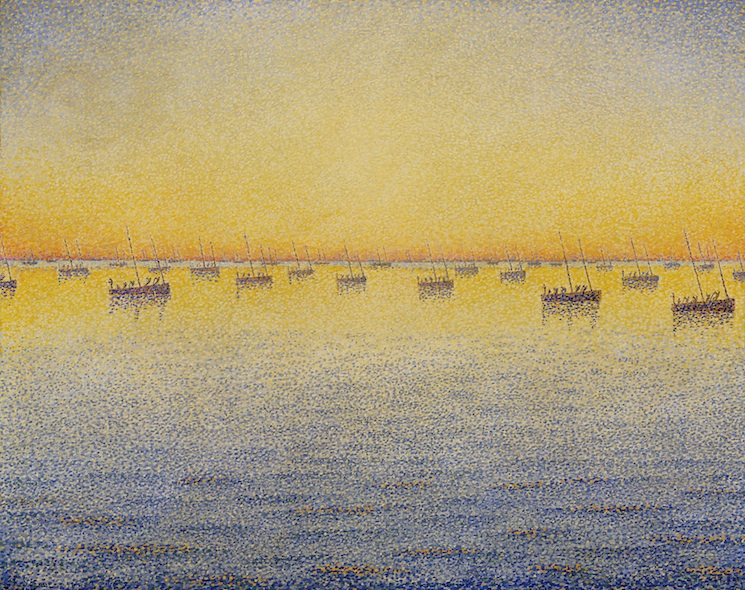
Soleil couchant, pêche à la sardine, Concarneau, Opus 221 (Adagio) (1891), MoMA
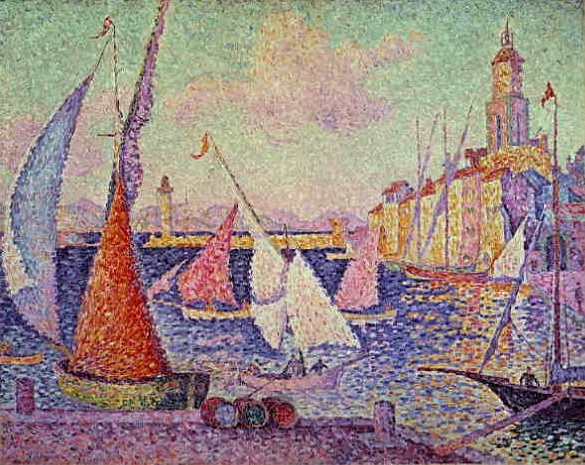
Port St. Tropez (1899), Musée de l'Annonciade (St. Tropez)
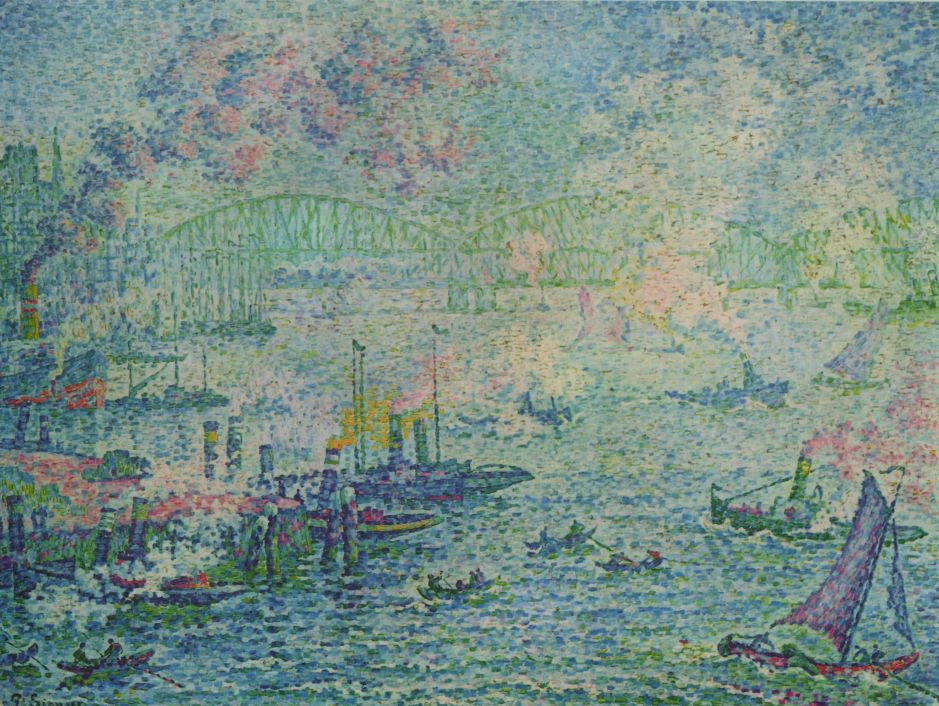
De haven van Rotterdam (1907), Museum Boijmans Van Beuningen
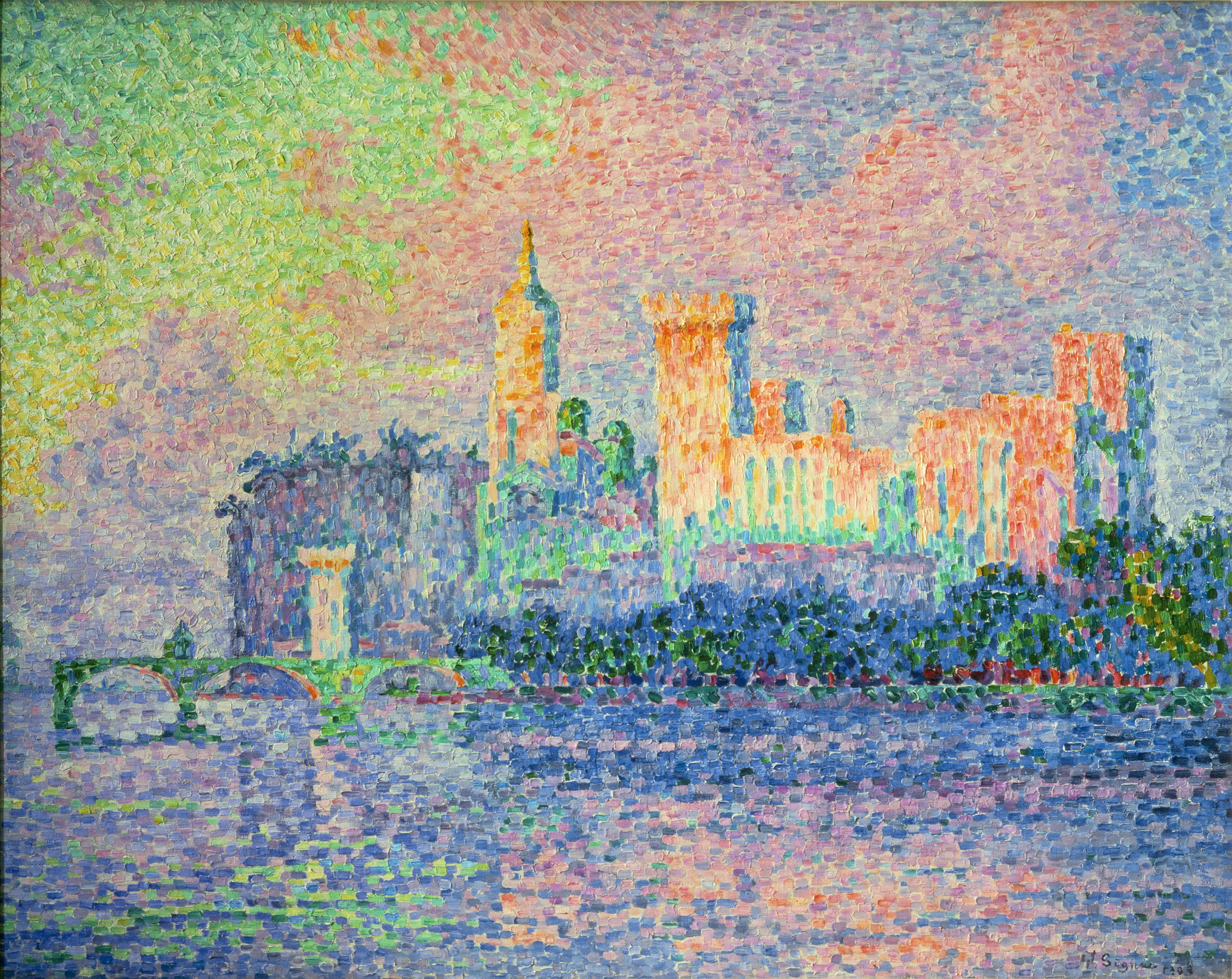
Palais des Papes Avignon (1909), Musée d'Orsay
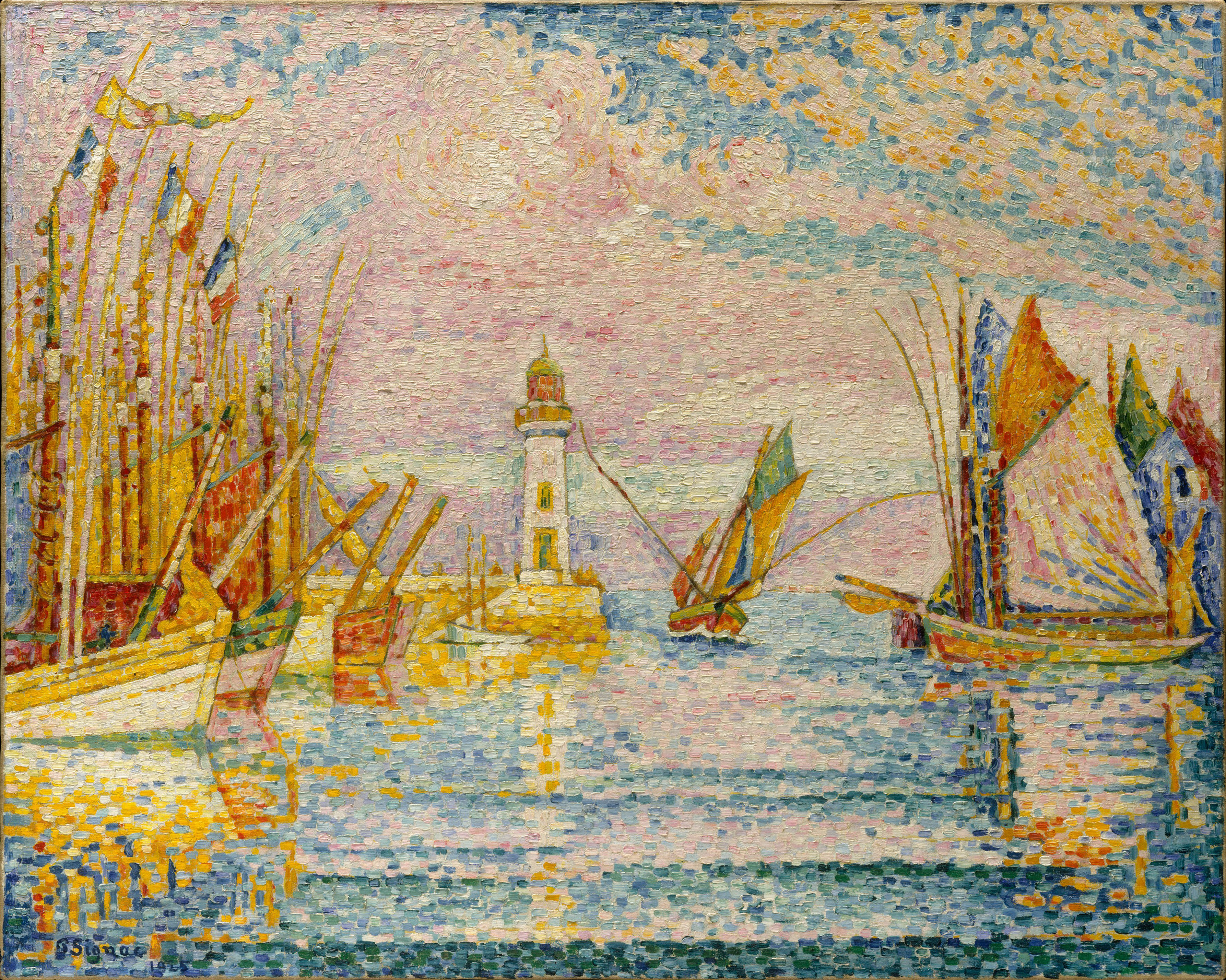
Vuurtoren te Groix (1925), Metropolitan Museum of Art
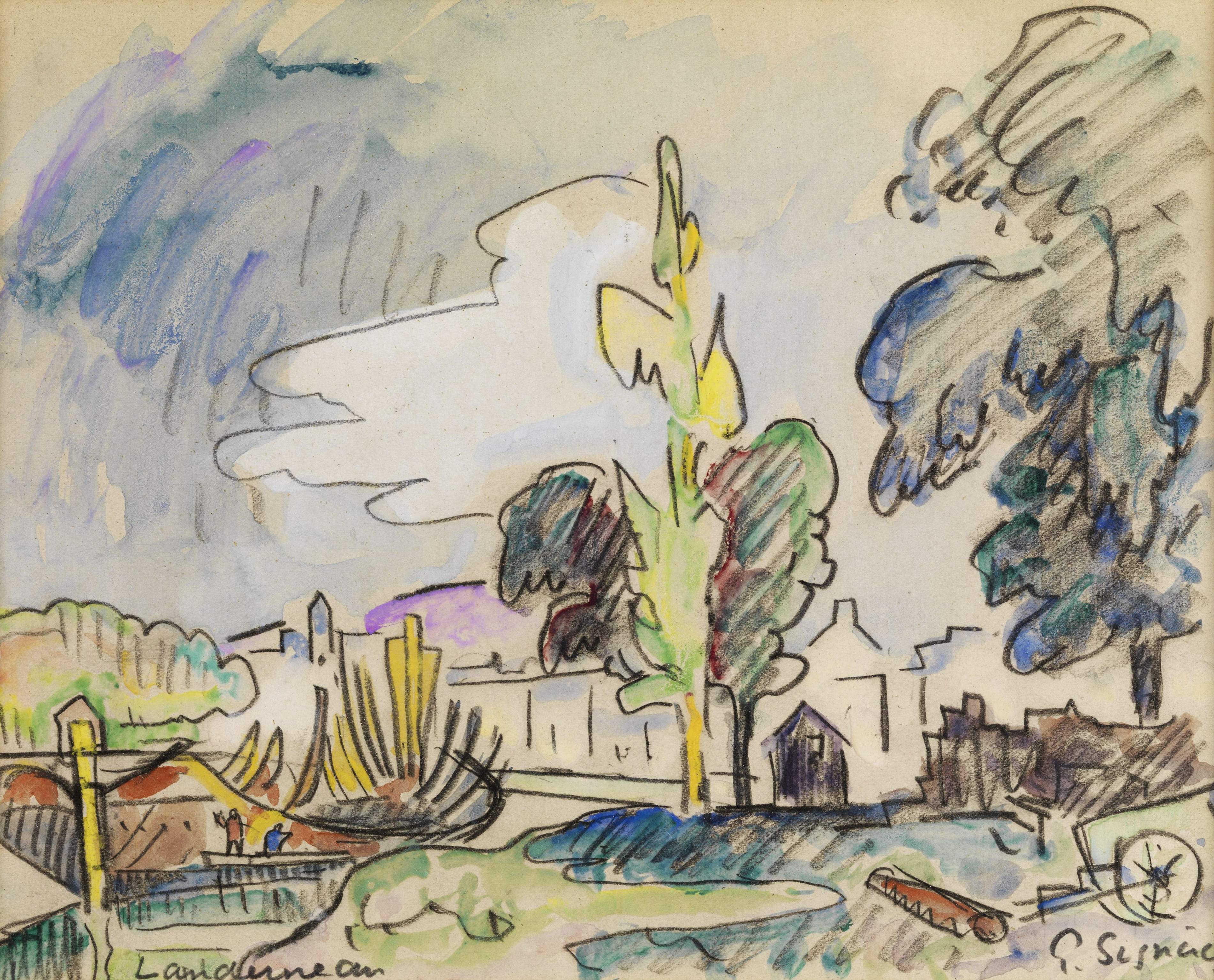
Landerneau (ca. 1935)
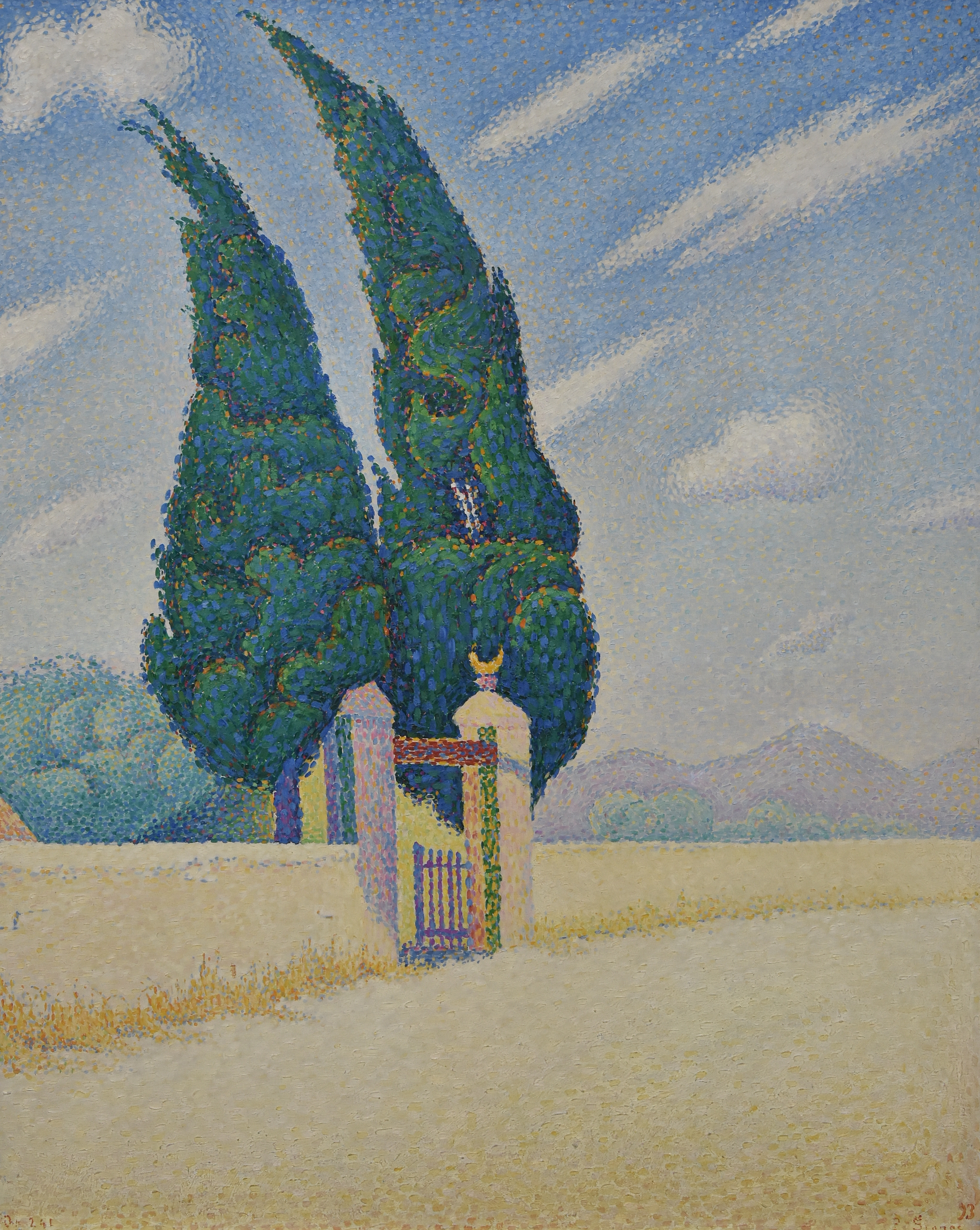
Twee cipressen, opus 241 Kröller-Müller Museum

## Schilderijen
- Les modistes, 1885-86
- Spoorwegknooppunt bij Bois-Colombes, 1885, olieverf op doek, 46,4 x 65 cm
- Het ontbijt, 1886-87
- Gezicht op Collioure, 1887
- Cassis. Cap Lombard, Opus 196 , 1889
- Femmes au puits, 1898
- The Jetty at Cassis, 1889
- The Bonaventure Pine, 1893
- Havengezicht, 1895, lithografie, 44 x 32,7 cm
- Golfe Juan, 1896, olieverf op doek
- Entrée du port de Marseille, 1898
- Port St. Tropez, 1899
- View of the Port of Marseilles, 1905
- De haven van Rotterdam, 1907
- Palais des Papes Avignon, 1909
- Lighthouse at Groix, 1925

## Musea

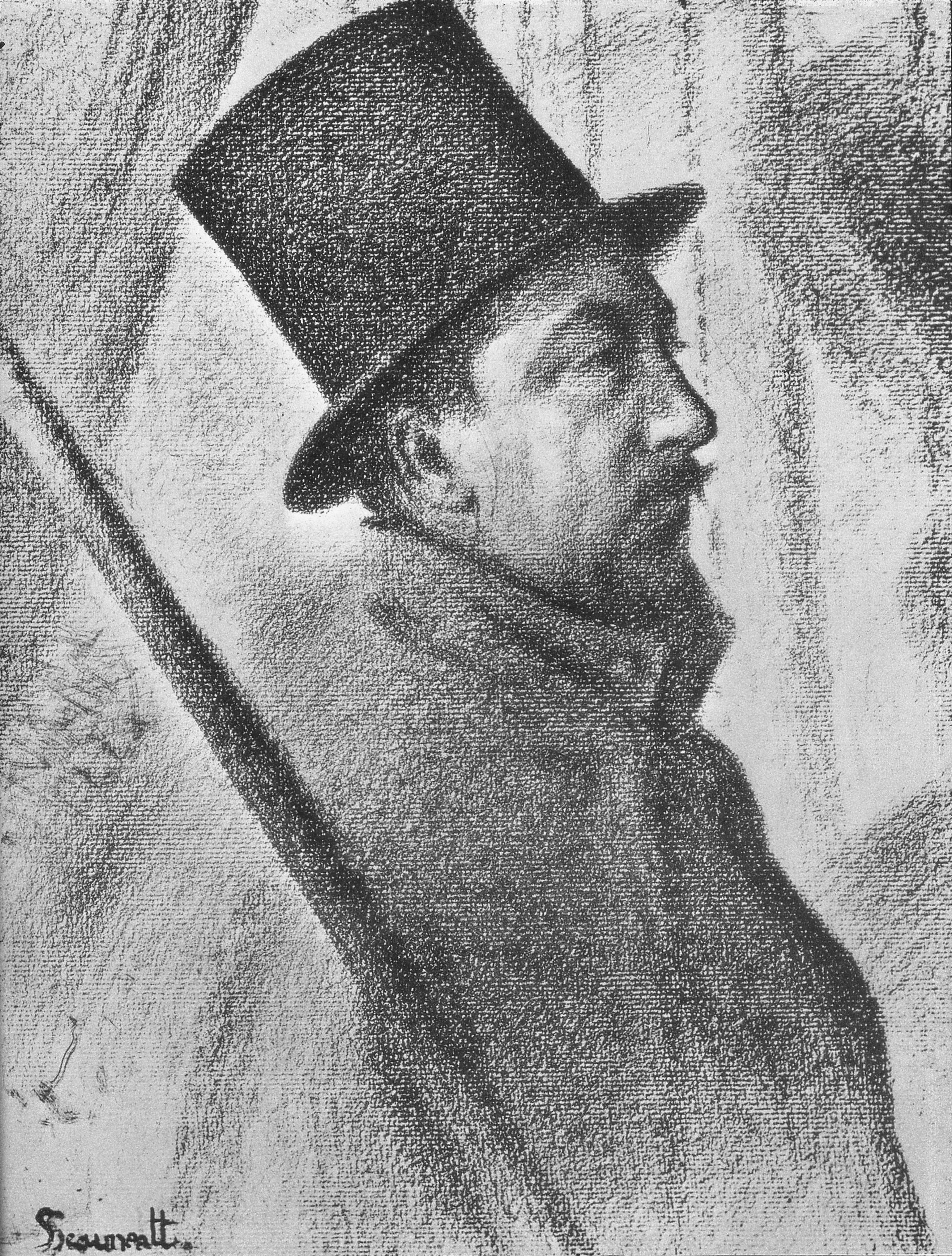
Paul Signac
(1890), Georges Seurat, privécollectie

De schilderijen van Signac zijn in diverse musea te zien, onder andere in:
- Van Gogh Museum in Amsterdam
- Amos Rex in Helsinki
- Kröller-Müller Museum in Otterlo
- Fine Arts Museums of San Francisco
- Hermitage in Sint-Petersburg
- Metropolitan Museum of Art in New York
- Minneapolis Institute of Arts in Minnesota
- National Gallery in Londen
- Musée d'Orsay in Parijs
- Gemeentemuseum Den Haag in Den Haag
- Koninklijke Musea voor Schone Kunsten van België in Brussel